# Еберсберг
 Тази статия е за града в Германия.  За окръга вижте Еберсберг (окръг).  
Еберсберг (на немски: Ebersberg) е окръжен град в Горна Бавария, Германия с 11 469 жители (към 31 декември 2013).
Разположен е на 527 метра надморска височина на Баварското плато. Еберсберг се намира на 33 km от Мюнхен, на 28 km южно от Ердинг, 32 km северно от Розенхайм, на 40 km от летище Мюнхен. До Еберсберг пътува S-Bahn (S4) от град Мюнхен.
Графовете на Еберсберг основават замък Еберсберг и през 934 г. манастир Еберсберг.